# Jacques Allard (militaire)
 (septembre 2011).
Si vous disposez d'ouvrages ou d'articles de référence ou si vous connaissez des sites web de qualité traitant du thème abordé ici, merci de compléter l'article en donnant les références utiles à sa vérifiabilité et en les liant à la section « Notes et références ».
Pour les articles homonymes, voir Jacques Allard et Allard.
Jacques Allard, né le 16 novembre 1903 à Grainville-Ymauville (Seine-Inférieure) et mort le 25 février 1995 à Saint-Cricq-Chalosse (Landes), est un officier français qui a participé aux conflits de décolonisation en Indochine (1946-1954) et en Algérie  (1954 - 1962).

## Biographie

### Famille
Jacques Allard est le petit-fils de Paul Allard, historien catholique des premiers siècles de l'Église. Il est né à Grainville-Ymauville (Seine-Inférieure) en 1903 dans une famille d'officiers.
Le 6 janvier 1927, il épouse Paulette Briand (1908-2000). De cette union sont nés cinq enfants, vingt petits-enfants et cinquante-six arrière-petits-enfants.

### Formation
Après des études secondaires à Sainte-Croix de Neuilly où il obtient son baccalauréat en 1922, il intègre Saint-Cyr dont il est diplômé en 1925 (promotion du chevalier Bayard).

### Carrière professionnelle
Jacques Allard effectue une grande partie de sa carrière à l'Armée d'Afrique, en Algérie et au Maroc.
Il participe comme sous-lieutenant à la guerre du Rif (Maroc) en 1926; puis sert en Algérie et au Maroc, de 1926 à 1935. Reçu au concours de l'École supérieure de guerre, il en sort en 1937 breveté d'État-major. Il sert alors à l'État-major des Troupes du Maroc et, de 1940 à 1942, il est le responsable de la mobilisation clandestine du Maroc. 
Pendant la campagne d'Italie, il commande le IIIe Bataillon du 8e régiment de tirailleurs marocains. Il est deux fois blessé en 1943 et 1944. Il rejoint alors l'État-major du général Juin.
Il prend ensuite une part active aux campagnes de France et d'Allemagne comme Chef du 4e bureau de la 1re armée française du général de Lattre de Tassigny (1944-1945).
Promu colonel en 1946, il est nommé chef du 4e bureau de l'État-major général de l'Armée de terre. En 1947, il prend le commandement du 7e régiment de tirailleurs algériens en Allemagne.
En 1948, il est chef de la division logistique à l'État-major interallié du maréchal Montgomery et, en 1950, retourne au Maroc comme chef d'État-major des Troupes du Maroc.
Promu général de brigade en 1951 (il a alors 48 ans), le général de Lattre lui confie la responsabilité de diriger son État-major de commandant en chef des Forces en Indochine.
En 1953, il est nommé au commandement de la 22e division au Maroc. En 1954, il retourne en Indochine comme adjoint militaire du général Ely, haut commissaire et commandant en chef.
En 1955, il est appelé à servir en Algérie comme commandant de la division de Constantine
Promu général de division, il dirige de 1955 à 1956, la division Plans et Études Stratégiques à l'État-major du commandant suprême interallié en Europe.
De 1957 à 1959, il commande successivement le corps d'armée d'Alger, puis la Xe région militaire et l'ensemble des Forces terrestres en Algérie. Le général Jacques Allard n'a jamais commandé la Dixième Région militaire: ses commandants ont  été les généraux Paul Cherrière, Philippe Lorillot, Raoul Salan, Maurice Challe, Jean Crépin, Fernand Gambiez, Charles Ailleret, Michel Fourquet, Michel Brebisson. À propos du concept de la guerre révolutionnaire, il disait :. 
« La guerre révolutionnaire n'est pas, dans son essence, une guerre militaire de conquête territoriale, mais une lutte idéologique de conquête des esprits, des âmes ; les formes et les moyens de cette lutte sont nombreux : politiques, économiques, sociaux, militaires aussi, et l'arme principale n'en est pas le canon mais la propagande, qui sait s'adapter au milieu visé ».
« Le monde libre, obnubilé par le risque mortel d’une guerre totale, semble n’avoir pas vu que la ligne de défense, dressée de l’océan Arctique à la Méditerranée, pouvait être tournée par le sud... En 1956, la France et la Grande-Bretagne avaient voulu à Suez s'opposer au déferlement vers l'Ouest du panarabisme encouragé par le communisme. Le monde libre n'a pas compris la portée de ces tentatives et ce furent des échecs. La ligne de défense arrière, la dernière, passe par l’Algérie. »
Promu général d'armée en 1959, il est nommé par le  général de Gaulle, commandant en chef des Forces françaises en Allemagne. En 1961 il est nommé inspecteur général de l'Infanterie. Atteint par la limite d'âge de son grade en 1964, il se retire dans sa propriété de Chalosse.
Il meurt le 25 février 1995, à l'âge de 91 ans, dans sa propriété de Saint-Cricq-Chalosse. Il est inhumé dans le cimetière du village aux côtés de son gendre, le capitaine Gaëtan Rödel, mort pour la France en Algérie.

## Décorations
- Grand officier de la Légion d'honneur
- Croix de guerre 1939-1945
- Croix de guerre des Théâtres d'opérations extérieurs
- Croix de la Valeur militaire
- Bronze Star Medal
- Ordre de l'Empire britannique à titre militaire